# ブルーノ・ガイド
ブルーノ・ピーター・ガイド（Bruno Peter Gaido、1916年3月21日 - 1942年6月15日）は、第二次世界大戦のアメリカ海軍の航空機関士。空母エンタープライズの乗組員として、防御・消火に功績をあげ、表彰された。
また、ミッドウェー海戦中、ダグラスSBDドーントレスに砲手として搭乗し、撃墜された後、救援を待つ間に、駆逐艦巻雲に救助され、機長と共に捕虜となり、拷問、尋問を受けた後、海に投げ込まれて処刑された。